# Amadeu da Silva
Amadeu de Portugal, nascut João Meneses da Silva (Campo Maior, Regne de Portugal, c. 1429 – Milà, 10 d'agost de 1482), fou un franciscà portuguès, fundador de la branca observants dels amadeïtes. És venerat com a beat per l'Església catòlica.

## Biografia
João da Silva e Meneses o Mendes de Silva va néixer el 1420 en el si d'una família noble de Portugal; el seu pare era Ruy Gomes da Silva, comte de Viana i alcalde major de Campo Maior, i la seva mare Isabel Mendes. Era el cinquè de dotze germans, una de les quals era Beatriu de Silva, després fundadora de les Concepcionistes i canonitzada. Als divuit anys es va casar amb una noia, però no van arribar a viure junts, i cap als vint anys va participar en la batalla d'Alfarrobeira, el maig de 1449, on fou ferit.
Als 22 anys va ingressar al monestir de Guadalupe (Càceres), de l'Orde de Sant Jeroni, on era cuiner i feia altres oficis humils. Volia, però, donar testimoni de la fe i ésser màrtir, per la qual cosa va anar a Granada a predicar als musulmans. Detingut, fou conduït davant el rei, que el va fer fuetejar i l'envià de retorn a Guadalupe. Va voler anar llavors a l'Àfrica del Nord, però en començar el viatge una tempesta el tornà a la costa portuguesa. El beat explicà que va tenir llavors una triple aparició de la Mare de Déu, Sant Francesc d'Assís i Sant Antoni de Pàdua, que li va fer despertar la vocació de frare franciscà. Una llegenda popular, sense cap fonament històric, diu que va enamorar-se bojament de la infanta Leonor, germana del rei Alfons V de Portugal i futura esposa de Frederic III del Sacre Imperi Romanogermànic, i al seguici de la qual va acompanyar fins a Itàlia en 1451.
Als deu anys d'haver-hi ingressat, va deixar el monestir i va peregrinar. Hi canvià la seva orientació i s'encaminà cap a l'ascesi i la perfecció de la vida evangèlica.
João de Meneses va sortir del monestir de Santa Maria de Guadalupe l'11 de desembre de 1452 i va peregrinar a Assís. Va voler entrar a l'Orde de Frares Menors per poder participar en les missions que feien en terres de musulmans; al convent de San Francisco d'Oviedo, va rebre l'hàbit franciscà. Va passar per Avinyó (Valclusa), Gènova i Florència. A Itàlia va prendre el nom d'Amadeus Hispanus. Ja a Assís, els franciscans no l'atengueren, ja que el seu aspecte era de pidolaire. Mentrestant, vivia a la vora del convent, fora, dedicat a la pregària i la penitència. Finalment, tres anys després i després de la visita del ministre general de l'orde, va professar a l'Orde de Frares Menors.
Com a frare convers, va ésser en diferents convents; va tenir fama de miracler i era tingut com a sant entre el poble, que el visitava al convent, provocant la irritació dels altres frares. Fou enviat a Roma perquè el papa l'enviés de retorn a Portugal. Amadeu, però, demanà la protecció del ministre provincial, llavors a Perusa, que li donà cartes de recomanació. A Brescia el van enviar al convent de Sant Francesc de Porta Varcellina de Milà. Hi visqué i també va fer-se conegut pels miracles i la seva pietat, essent protegit pels ducs Francesco Sforza i la seva muller Bianca. Amadeu anà a un altre convent de Milà, cercant-hi tranquil·litat, en 1457, i al de Mariano de Como. A Oreno va deixar la seva vocació eremítica i va començar a predicar a les multituds i s'ordenà sacerdot, dient la primera missa el 25 de març de 1459. Va intensificar la seva activitat pastoral i d'apostolat, escrivint cartes al papa i a prínceps i magnats.

### Fundació dels amadeïtes
El 15 de maig de 1452 va tenir audiència amb el duc de Milà, de qui obtingué suport per fundar un convent. Pius II va donar una butlla per fundar-lo a Castiglione, a la diòcesi de Cremona, amb el suport de la duquessa. El convent va anomenar-se de Santa Maria de Castigliori, i Amadeu va fer que canviés el nom a Santa Maria de Guadalupe. El convent esdevingué el centre de la reforma franciscana que Amadeu va iniciar, desitjós de retornar al carisma i el rigor original de la regla franciscana. Altres convents van voler seguir les directrius de la comunitat fundada per Amadeu, i així es va formar una nova branca franciscana que va prendre el nom de Congregació dels Amadeïtes i que fou aprovada pel papa Pau II. Pau II va autoritzar-lo, el 22 d'abril de 1469 a obrir tres convents més i que van subsistir fins que fou incorporat per Lleó X a l'orde dels Frares Menors Observants en 1517.

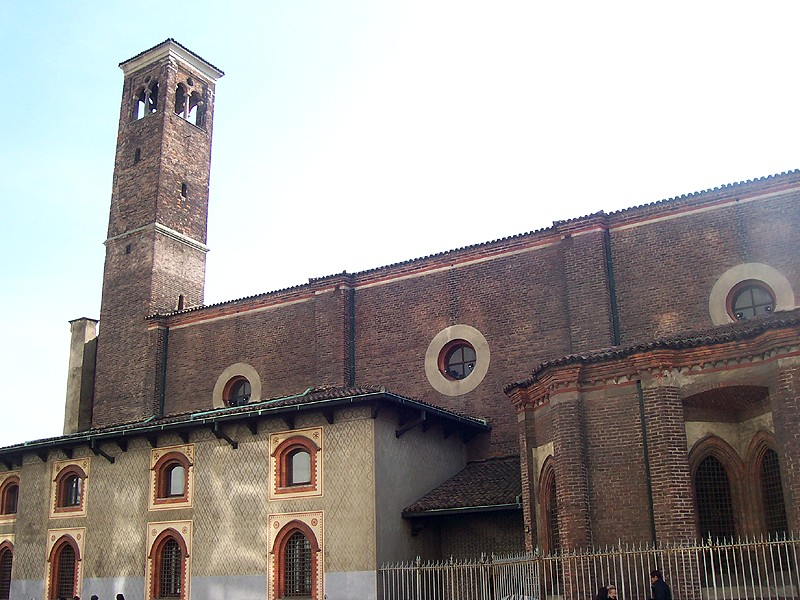
Santa Maria della Pace, lloc de mort i enterrament del beat

Seguiren altres convents que adoptaren aquesta reforma: San Bernardino d'Erbusto i San Francesco d'Iseo, a la província de Brescia en 1465; Santa Maria della Pace (Milà, 1466), Santa Maria da Fonte de Caravaggio (1467), Santa Maria delle Grazie (Quinzano, 1468), Antignate (1468). Va ésser amic del que seria papa Sixt IV, Francesco della Rovere, llavors ministre general dels franciscans, i això li permeté desenvolupar la seva reforma. Sixt IV li va concedir el 24 de març de 1472 el privilegi de rebre en els convents reformats frares menors conventuals o qualsevol altre frare menor que volgués adherir-s'hi. Altres convents van fundar-se a Parma, Ponticelli (San Bernardino, 1479), fins a arribar a tenir una vintena de convents, principalment al nord d'Itàlia. A Roma s'hi adherí el convent de San Pietro in Montorio, i Innocenci VIII concedí a l'orde reformat el convent de San Ginés de la Jara, prop de Cartagena en 1493.
Els papes consideraven els amadeïtes una branca dels frares menors observants de la qual era custodi (superior general) Amadeu; Pau II va concedir als seus deixebles la facultat d'elegir el custodi, amb independència dels ministres dels frares menors, quan Amadeu morís, la qual cosa provocà el descontentament dels observants, ja que això suposava una escissió de fet de l'orde, començant llavors una campanya de durs atacs contra Amadeu. Aquest va comptar, però, amb el suport de l'arquebisbe de Bolonya, els ducs de Milà i el mateix papa. Per resoldre el conflicte, Amadeu va aconseguir que el papa declarés els amadeïtes subjectes a l'obediència i jurisdicció del ministre general de l'Orde de Sant Francesc, segons decret del 23 de maig de 1470.
En aquest moment, també va fundar la Confraria de la Mare de Déu de la Pau, Sant Sebastià, Sant Roc i Sant Bernardí, destinada a clergues i llecs nobles. Sixt IV el va nomenar confessor i secretari particular seu, per la qual cosa Amadeu va haver d'anar a Roma, on vivia al convent de San Pietro in Montorio, que el papa li donà en 1472.
Va morir el 10 d'agost de 1482 a Milà, on era de visita al convent de Santa Maria della Pace. El rei Lluís XI de França, que l'admirava, va contribuir a pagar les despeses del seu funeral.

## Obres
Va escriure un tractat titulat De revelationibus et prophetiis, comentari a l'Apocalipsi en la línia de l'obra de Joaquim de Fiore, publicat en 1648 a Espanya i citat per Nicolás Antonio. L'obra Homilies sobre la Mare de Déu, que se li atribueix, és obra d'un altre Amadeu.

## Veneració
De seguida començà el culte al voltant del seu sepulcre de marbre del convent milanès, que havia pagat Lluís XI i que fou destruït en una guerra. Considerat beat, no fou beatificat oficialment, i tot i que va començar-ne el procés de canonització al segle xvi, no va continuar.